# Cantonul Habsheim
Cantonul Habsheim este un canton din arondismentul Mulhouse, departamentul Haut-Rhin, regiunea Alsacia, Franța.

## Comune
- Eschentzwiller
- Habsheim (reședință)
- Riedisheim
- Rixheim
- Zimmersheim